# Savannah Bay, c'est toi
Pour plus de détails, voir Fiche technique et Distribution.
Savannah Bay, c'est toi est un film documentaire français réalisé par Michelle Porte, sorti en 1984.

## Synopsis
Michelle Porte filme Marguerite Duras mettant en scène sa pièce Savannah Bay, au Théâtre du Rond-Point, en 1983. De la salle, Marguerite Duras dirige, critique et encourage ses deux actrices, Bulle Ogier et Madeleine Renaud. Ces répétitions sont entrecoupées de réponses de Marguerite Duras aux questions posées par la réalisatrice. 

## Fiche technique
- Réalisation : Michelle Porte
- Intervenants : Madeleine Renaud, Bulle Ogier, Marguerite Duras
- Production : Institut national de l'audiovisuel
- Pays :  France
- Durée : 65 minutes